# 자고레오브사비

자고레오브사비의 위치

자고레오브사비(슬로베니아어: Zagorje ob Savi, 독일어: Seger an der Sau 제거안데어자우[*])는 슬로베니아의 도시로 면적은 147.1km2, 높이는 224m, 인구는 17,067명(2002년 기준), 인구 밀도는 116명/km2이다.